# Chambre des notaires du Québec
La Chambre des notaires du Québec est l'ordre professionnel responsable de réguler la profession de notaire dans la province de Québec, au Canada. Elle est régie par le Code des professions du Québec et la Loi sur le notariat.

## Rôle et prérogatives
En tant qu'ordre professionnel, la Chambre a pour principale fonction d'assurer la protection du public, notamment en contrôlant l'exercice de la profession par ses membres.
La Chambre des notaires est responsable de l'admission des candidats à la profession de notaire, une fois que ceux-ci ont obtenu dans une université un baccalauréat en droit ou formation équivalente et une maîtrise en droit notarial. Elle dispense des activités de formation professionnelle et administre l'examen de l'Ordre aux candidats retenus, puis après vérification que toutes les exigences sont remplies, leur fait prêter serment, les inscrit au tableau de l'Ordre et leur délivre le permis d'exercice du notariat.
La Chambre est également responsable d'assurer la protection du public. Dans ce but elle effectue des inspections auprès des notaires en exercice, et elle diffuse des guides de pratique, des normes d'exercice et des lignes directrices. Elle possède un Conseil de discipline qui entend les plaintes et peut décider de sanctions telles que la réprimande, la suspension ou la limitation du droit de pratique ou la radiation du tableau de l'Ordre. Elle gère le Fonds d’assurance de la responsabilité professionnelle qui permet de compenser financièrement les clients d'un notaire dont les fautes ou les erreurs professionnelles ont eu des conséquences monétaires.
La Chambre des notaires offre également d'autres services au public, notamment l'aide à la recherche d'un notaire, le maintien d'un registre centralisé de dispositions testamentaires et de régimes de protection, et un service de délivrance de certificats de qualité et d’authenticité.

## Fonds d'archives
Le fonds d'archives de la Chambre des notaires du Québec est conservé au centre d'archives de Montréal de Bibliothèque et Archives nationales du Québec.

## Membres renommés
Cette liste n'est pas exhaustive.
- Jean-Baptiste Badeaux, l'un des premiers notaires
- Maurice Blain, intellectuel et militant laïque
- André Bourbeau, député de Laporte
- Jean-Guy Cardinal, ministre de l'Éducation et professeur
- Louis Chaboillez, député à l'Assemblée législative du Bas-Canada
- Roger Comtois, doyen de la Faculté de droit de l'Université de Montréal
- Louis-Michel Darveau, journaliste et critique littéraire
- Cyrille Fraser Delâge, orateur de l'Assemblée législative de Québec
- Charles-Antoine Ernest Gagnon, député de Kamouraska de 1878 à 1890, ministre (1887-1890) et président de la Chambre (1885-1890)
- Monique Gagnon-Tremblay, femme politique
- Patrice Lacombe, écrivain
- Jean-Noël Lavoie, maire, député et président de l'Assemlée nationale du Québec
- Félix-Gabriel Marchand, premier ministre du Québec
- Victor Morin, auteur du Code Morin
- Jean-Antoine Panet, premier orateur de l'Assemblée législative du Bas-Canada
- Narcisse Pérodeau, leader du gouvernement au Conseil législatif
- Luce Samoisette, rectrice de l'Université de Sherbrooke
- Joseph-Arthur Savoie, ancien président d'Hydro-Québec
- Jean Tremblay, maire de Saguenay